# میلویل (دلاور)
میلویل، دلاور (به انگلیسی: Millville, Delaware) یک سکونتگاه مسکونی در ایالات متحده آمریکا با جمعیت ۵۴۴ نفر است که در دلاویر واقع شده‌است.